# Bram van den Berg
Bram van den Berg (Wamel, 29 september 1982) is een Nederlandse drummer. Sinds 2019 is hij lid van de popgroep Krezip, waar hij van 2004 tot de band uit elkaar ging in 2009 ook al onderdeel van uitmaakte.

## Loopbaan

### Jonge jaren
Van den Berg is geboren in het Gelderse dorp Wamel. Hij zat op basisschool De Terebint en voetbalde bij Unitas '28. Op zijn achtste verhuisde hij naar Giekerk. Bram van den Berg krijgt zijn eerste drumstel voor zijn 11e verjaardag. Hij las in de krant over de Fontys Rockacademie in Tilburg en besloot om zich in te schrijven. Van den Berg studeerde hier van 2000 tot 2004. In 2001 ging hij spelen in zijn eerste bandje, One In A Million.

### Krezip (2005-2009)
In 2004 werd bekend dat Van den Berg de toenmalige drummer van de band Krezip, Thijs Romeijn, zou opvolgen. Op 1 januari 2005 vond zijn eerste optreden als lid van Krezip plaats. In 2005 sloot deze band zich aan bij Sony BMG, een nieuw platenlabel. Krezip bracht in dat jaar het album What Are You Waiting For uit en verschillende singles, zoals Out Of My Bed, Don’t Crush Me en Same Mistake. Dat laatste nummer was te horen in Het Schnitzelparadijs, een film van Martin Koolhoven uit 2005. 
De eerste hit van Van den Berg met Krezip was Plug It In & Turn Me On uit 2007, die het tot de 21e plaats in de Nederlandse Top 40 bracht. Aan het eind van dat jaar bracht de band het nummer All My Life uit. Dit nummer werd een hit en was een tijdje de meest gedraaide plaat op de Nederlandse radio. In de Top 40 bereikte de single de zevende plaats. In het voorjaar van 2008 kwam de single Everybody's Got to Learn Sometime uit, een cover van Everybody's Gotta Learn Sometime van de band The Korgis, afkomstig van de soundtrack van de Nederlandse film Alles is Liefde. Het album Plug It In heeft Krezip een gouden plaat opgeleverd.
Op 2 oktober 2008 maakt Krezip op radiozender 3FM bekend uit elkaar te gaan. Hun laatste optredens waren op 26 en 27 juni 2009 in de Heineken Music Hall, Amsterdam. De laatste single van Krezip heette Sweet Goodbyes.

### 2009-2019
Na Krezip drumt hij onder andere bij VanVelzen. Van den Berg werkt daarnaast met artiesten zoals Janne Schra en heeft hij ook platen uitgebracht met zijn andere bands Drive Like Maria en Guild of Stags.

### Krezip (2019-heden)
De leden van Krezip zagen elkaar altijd nog tijdens diners bij onder andere Bram thuis. Tijdens een van deze avonden oppert Van den Berg het idee om weer samen muziek te maken. In het geheim werkt de band vervolgens in Tilburg aan een comeback. Eind januari 2019 werd bekend dat Krezip weer bij elkaar zou komen. Ze speelden op Pinkpop 2019 en twee concerten in de Ziggo Dome. Naast die optredens speelt de band in die periode ook in het voorprogramma van Queen. Op 29 januari speelden zij in televisieprogramma De Wereld Draait Door hun nieuwe single Lost Without You. Op 8 juni 2019 verscheen de tweede nieuwe single How Would You Feel.

### U2

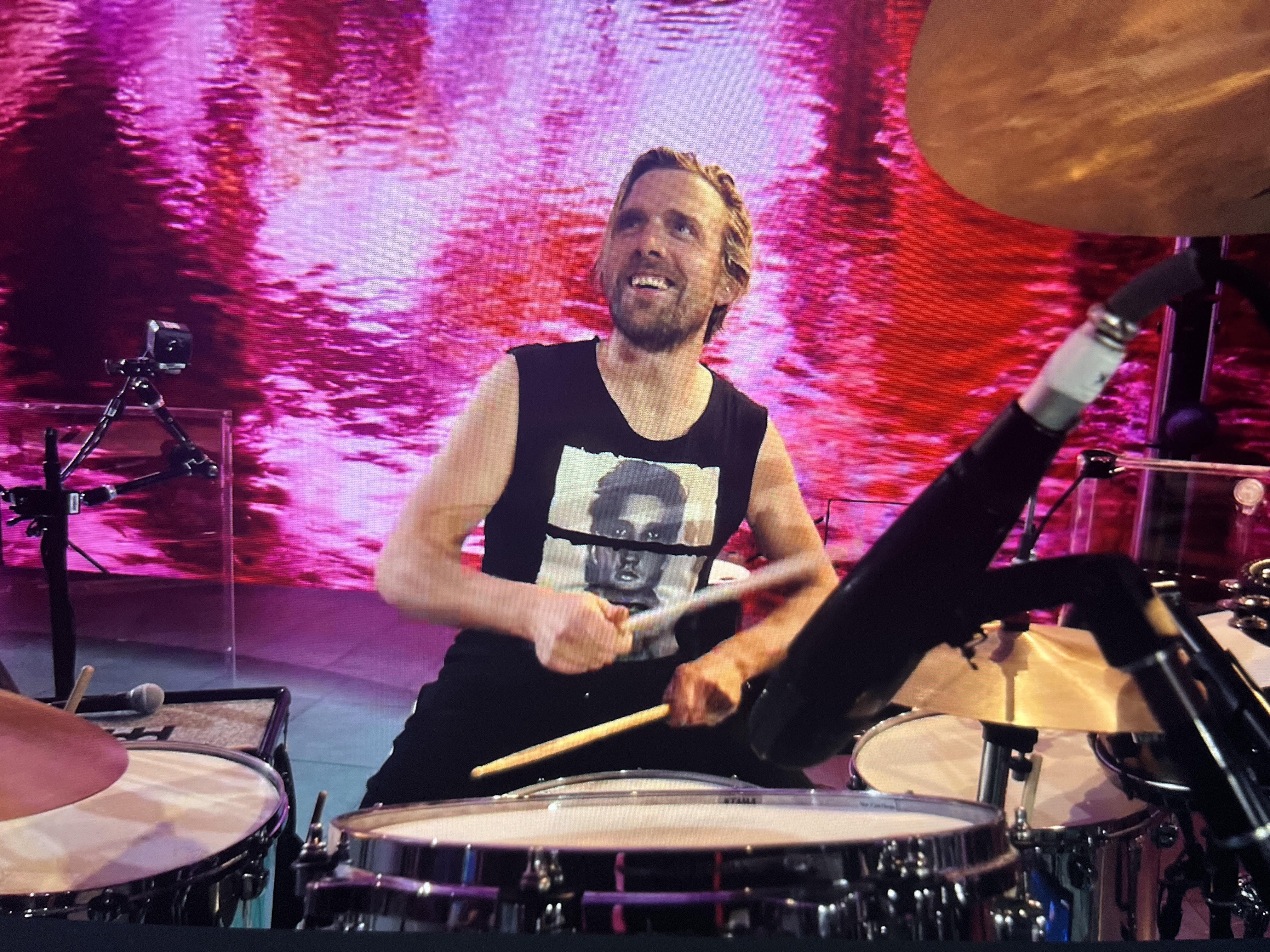
Van den Berg in 2024 als onderdeel van U2

In het najaar van 2023 verving Van den Berg drummer Larry Mullen jr. van de Ierse band U2 bij een concertreeks in Las Vegas. De concertreeks was gepland naar aanleiding van de opening van de Sphere. De reeks startte op 29 september 2023 en waar er aanvankelijk elf concerten zouden doorgaan, werden het er uiteindelijk veertig. Het laatste concert vond plaats op 2 maart 2024. Mullen onderging een operatie. Van den Berg werd aan de band gekoppeld door dj Martin Garrix die eerder met hen samenwerkte. De drumpartijen van Krezip werden in deze periode overgenomen door Bram Hakkens.